# Intel Quartus Prime
Altera Quartus II — це середовище компанії Altera для програмування та розробки під ПЛІС. Quartus II дозволяє аналізувати і синтезувати HDL конструкції, що дозволяє розробнику складати свої проекти, виконувати часовий аналіз, тестувати RTL діаграми, імітує реакцію дизайну на різні подразники, і налаштувати цільовий пристрій на програміста. Quartus включає в себе реалізацію VHDL та Verilog для опису апаратного забезпечення, візуального редагування логічних схем та моделювання векторних сигналів.

## Можливості
- SOPC Builder, інструмент, що автоматично генерує логіку взаємоз'єднання та створює пристрій тестування для перевірки функціональності.
- Qsys, є вдосконаленням SOPC та використовує оптимізовану FPGA архітектуру мережі на чипі.
- SoC EDS, набір інструментів, утиліт для допомоги у розробці програм під SoC FPGA вбудованих систем.
- DSP builder, інструмент, що дозволяє створювати Процесор цифрових сигналів.